# Шеридан (Калифорнија)
Шеридан (енгл. Sheridan) насељено је место без административног статуса у америчкој савезној држави Калифорнија.

## Демографија
По попису из 2010. године број становника је 1.238.
| Група             | 2000.    | 2010.       |
| Белци             | 0 (0,0%) | 909 (73,4%) |
| Афроамериканци    | 0 (0,0%) | 7 (0,6%)    |
| Азијати           | 0 (0,0%) | 13 (1,1%)   |
| Хиспаноамериканци | 0 (0,0%) | 253 (20,4%) |
| Укупно            | 0        | 1.238       |